# إدي جوردن
إدي جوردن (بالإنجليزية: Eddie Jordan)‏ هو محامي أمريكي، ولد في 6 أكتوبر 1952.